# جيلمان بيغيلو هاو
جيلمان بيغيلو هاو (بالإنجليزية: Gilman Bigelow Howe)‏ هو مؤرخ أمريكي، ولد في 29 أبريل 1850 في مارلبورو في الولايات المتحدة، وتوفي في 11 يناير 1933 في واشنطن العاصمة في الولايات المتحدة.